# Lamprosema salomonalis
Lamprosema salomonalis là một loài bướm đêm trong họ Crambidae.